# Friels kyrka
Friels kyrka är en kyrkobyggnad som sedan 2006 tillhör Örslösa församling (tidigare Friels församling) i Skara stift. Den ligger i kyrkbyn Friel i Lidköpings kommun.

## Kyrkobyggnaden

### Ursprungliga
Kyrkan uppfördes av gråsten med sandsten i knutarna omkring år 1200. Den ursprungliga kyrkan bestod av ett rektangulärt långhus och ett smalare rakt avslutat kor som ännu idag finns kvar. Byggnaden var 6,6 meter lång och 6,3 meter bred. Golvet inne i kyrkan bestod av huggna kalkstenshällar. Några utskjutande stenar har tolkats som rester efter takvalv. In i kyrkan kom man genom en portal i långhusets västra vägg. Klockorna hängde utanför i en stapel.

### Ombyggnader
Kyrkan blev avbränd vid ett danskt fälttåg genom Skaraborg år 1612 under Kalmarkriget. 
En ny klockstapel byggdes 1746. En av kyrkklockorna är från 1670-talet. 1770 byggde man till en sakristia vid korets nordsida. 1861 bytte man ut takbeläggningen från spån till tegel. Då lät man också förstora fönstren, tre i söder och ett i norr. Samtidigt sänktes långhusets gavelrösten till samma höjd som korets. 1884 uppfördes ett kyrktorn av oputsad granit efter ritningar av Lars Kellman och ersatte klockstapeln som revs. Samtidigt revs ett vapenhus på sydfasaden.

### Renoveringar
En grundlig renovering genomfördes 1938 då man bland annat lade nytt innertak och målade om kyrkan ut- och invändigt. Samtidigt fick sakristian ny inredning. 1952-53 utfördes underhållsarbeten då tegeltaket lades om. Då bytte man ut putsen på kyrkans murar och lät kalkmåla dessa. Fönster och övriga snickerier målades om.

## Interiör
1737 smyckades innertaket med dekormålningar som bland annat skildrar Jesu uppståndelse.

## Inventarier

### Altaruppsats
Nuvarande altaruppsats härstammar från 1600-talets senare del. Vid bygget av kyrktornet 1884 bytte man ut denna altaruppsats mot en Kristusskulptur efter förebild av Thorvaldsen. Vid renoveringen 1938 lät man konservera och återinsätta altaruppsatsen.

### Dopfunt Träskulpturer
En dopfunt från 1100-talet finns bevarad. Likaså finns bevarade fem träskulpturer från 1400-talet.

### Orgel
1958 invigdes kyrkans första orgel, byggd av Smedmans Orgelbyggeri.